# Saint-Laurent-d'Olt
Saint-Laurent-d'Olt är en kommun i departementet Aveyron i regionen Occitanien i södra Frankrike. Kommunen ligger  i kantonen Campagnac som ligger i arrondissementet Millau. År 2022 hade Saint-Laurent-d'Olt 631 invånare.

## Befolkningsutveckling
Antalet invånare i kommunen Saint-Laurent-d'Olt
Referens: INSEE